# Square des Acrobates
Le square des Acrobates, est un espace vert situé à Saint-Denis.

## Situation et accès
Il est bordé de la rue des Cheminots, la rue Annie-Fratellini, la rue Federico-Fellini et l'avenue des Fruitiers.
Accès
- Gare de La Plaine - Stade de France

## Historique

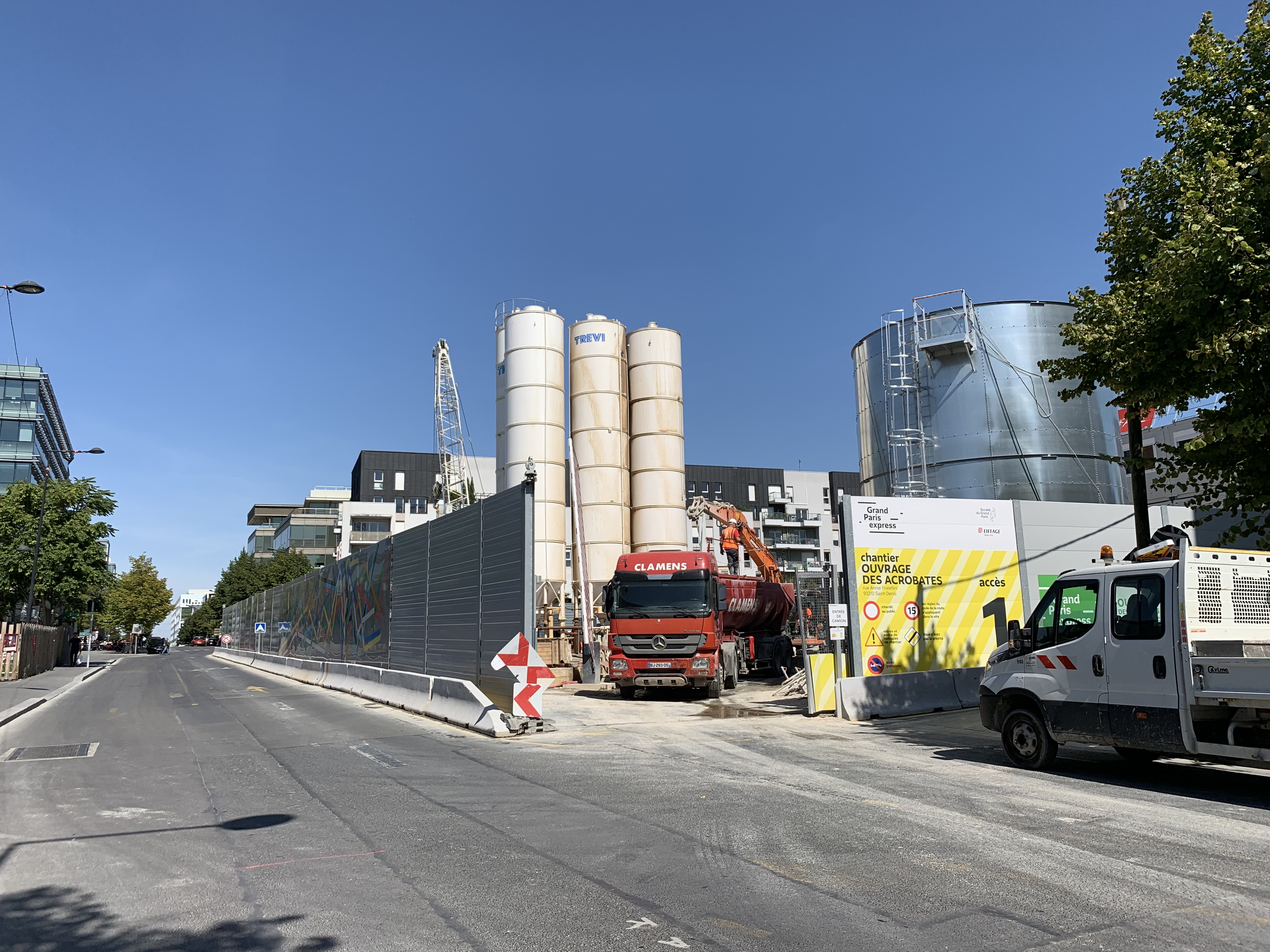
Le chantier de l'Ouvrage des Acrobates, vu de la rue des Cheminots.

Ce jardin est issu des terrains des usines de la société Cazeneuve, spécialisée dans la fabrication de machines-outils, qui en 1910 y transféra ses ateliers de Paris, couvrant en vingt ans une surface de 1,2 hectare. Ce site industriel ferma en 1976, aux termes la grève de quatre-cents ouvriers. Une partie du foncier sera utilisée pour créer le square.
En 2018, dans le cadre des travaux du Grand Paris Express, une partie en est temporairement soustraite pour la construction de l'Ouvrage des Acrobates, site construit à 40 mètres de profondeur, et dont seules la grille de ventilation et les trappes d’accès de secours et de maintenance seront visibles. À l'issue des travaux en 2024, le jardin sera entièrement restauré à sa surface initiale.

## Description
Cet espace vert reprend le caractère haussmannien d'un square quadrilatéral, au centre d’un ensemble d’immeubles qui lui sont contemporains. Plus de 170 arbres de 4 à 8 mètres de haut y ont été plantés.
Au-delà de cette conception classique, il présente la particularité environnementale de servir aussi de bassin de rétention des eaux pluviales et d'absorber temporairement les précipitations orageuses sur un tiers de sa surface, permettant à l'eau de pluie de ne pas encombrer les réseaux d’assainissement du quartier,, en en stockant un volume de plus de 1000 m3, en toute sécurité. Cet  espace vert a donc une fonction de gestion des eaux pluviales, à la fois du parc lui-même, mais également de certains bassins versants  alentour. Les options de sols retenues sur un terrain perméable, permettent d’organiser un jardin naturel en respectant les intentions du projet urbain de la Plaine Saint-Denis.

## Origine du nom
Il tient son nom de l’Académie des Arts du cirque Annie Fratellini, toute proche. 